# امید سفید بزرگ
امید سفید بزرگ (انگلیسی: The Great White Hope) فیلمی در ژانر رمانتیک، زندگی‌نامه‌ای و درام به کارگردانی مارتین ریت است که در سال ۱۹۷۰ منتشر شد.

## بازیگران
- جیمز ارل جونز
- جین الکساندر
- چستر موریس
- هال هالبروک
- موزز گان
- آر. جی. آرمسترانگ
- بیه ریچاردز
- لوید گوگ
- جان لاویتس
- رودولفو آکوستا